# دزد بزرگ
دزد بزرگ (تلوگو: యమదొంగ) یک فیلم کمدی، اکشن و فانتزی هندی به زبان تلوگو به کارگردانی و نویسندگی اس. اس. راجامولی با بازی ان.تی راما رائو جونیور، موهان بابو، پریامانی، مامتا موهانداس و علی که در ۱۵ اوت ۲۰۰۷ در سراسر جهان منتشر شد. پس از انتشار، نقدهای مثبتی از منتقدان دریافت کرد و ۲۹ کرور روپیه (۷ میلیون دلار) در گیشه فروخت.

## داستان
دختری در کودکی با پدرش به معبد می‌رود و در ان معبد یک گردنبند عتیقه به او می‌دهند و به او می‌گوید که این گردنبند همسر آینده تو را برایت پیدا می‌کند و همچنین می‌گوید همسر آینده مانند یک شاهزاده درخشان هست ولی دخترک با پسری که یک دزد بزرگ هست و راجا نام دارد آشنا می‌شود و گردنبند را به او می‌دهد راجا که ارزش معنوی گردنبند برایش مهم نیست ان را دور می‌اندازد ولی به طرز شگفت‌انگیزی دوباره گردنبند برایش برگشت داده می‌شود و حالا راجا بزرگ شده و متوجه می‌شود که ماجرای گردنبند یک افسانه واقعی هست و…